# Scevesia broidricci
Scevesia broidricci är en fjärilsart som beskrevs av Dyar 1917. Scevesia broidricci ingår i släktet Scevesia och familjen tandspinnare. Inga underarter finns listade.